# تپه اطراف شهر سوخته ۲۴۸
تپه اطراف شهر سوخته ۲۴۸ مربوط به هزاره سوم قم است و در شهرستان زابل، بخش شیب آب، دهستان لوتک، ۱۹ کیلومتری جنوب غرب پایگاه باستان‌شناسی شهر سوخته واقع شده و این اثر در تاریخ ۲۰ اسفند ۱۳۸۵ با شمارهٔ ثبت ۱۸۰۵۶ به‌عنوان یکی از آثار ملی ایران به ثبت رسیده است.